# Гостилове (Вілейський район)
Гостилове (біл. вёска Гасцілава) — село в складі Вілейського району Мінської області, Білорусь. Село підпорядковане Осиповицькій сільській раді, розташоване в північній частині області.